# Fortaleza de São Tiago do Funchal

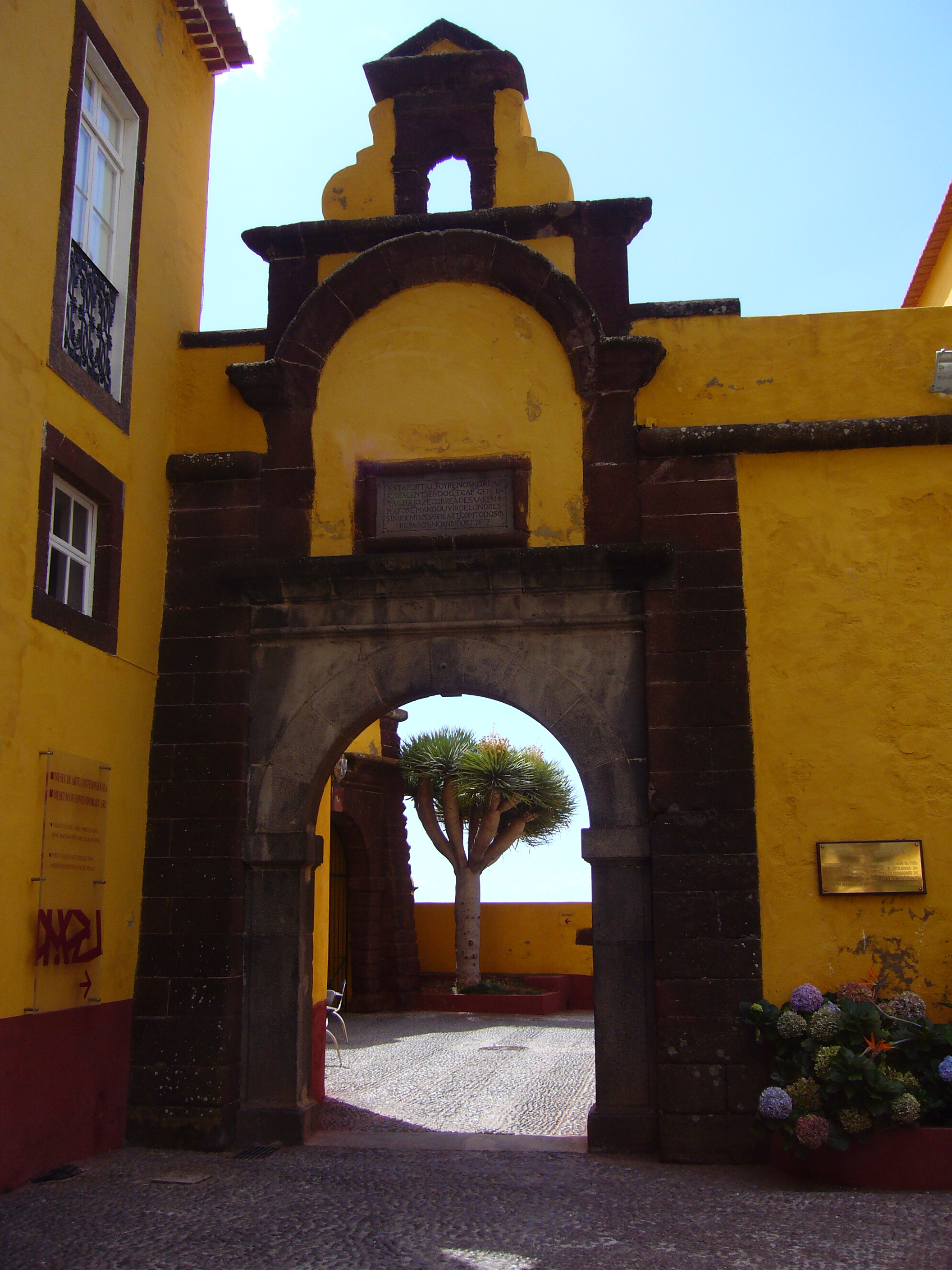
Fortaleza de São Tiago: Portão de Armas.

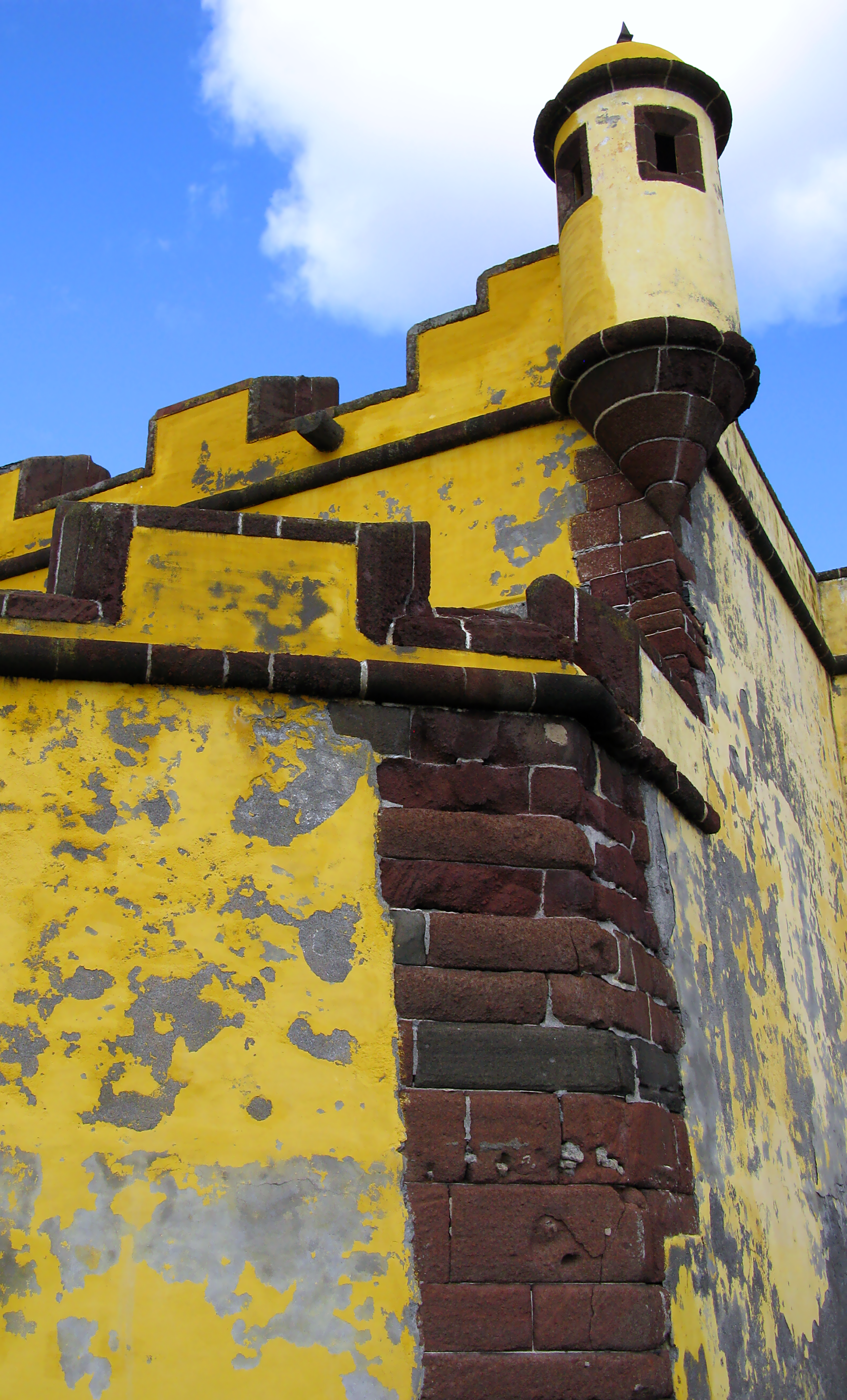
Fortaleza de São Tiago: guarita.

A Fortaleza de São Tiago , também conhecida como Forte de Santiago, é uma fortificação localizada no centro histórico da cidade do Funchal, na Madeira, em Portugal, fechando a cintura defensiva da cidade pelo nascente. Entre 1992 e outubro de 2015 aqui esteve instalado o Museu de Arte Contemporânea do Funchal (MACFunchal).

## História
De acordo com o Elucidário Madeirense a fortificação foi principiada sob a Dinastia Filipina e, de acordo com inscrição epigráfica sobre o primitivo Portão de Armas, estaria concluída em 1614. O seu primitivo projeto é atribuído a Mateus Fernandes, modificado por Jerónimo Jorge, fortificador régio que o substituiu a partir de 1595.
As suas obras estariam em progresso em 1611, bastante adiantadas em 1614, data que se inscreveu sobre o primitivo Portão de Armas. Já em 1612 o governador Manuel Pereira solicitou provisão para Domingos Rodrigues como capitão da mesma, provisão essa que, entretanto, não foi deferida.
As suas obras complementares estariam concluídas por volta de 1637. Conhece-se o seu aspecto inicial através de um desenho de 1654, de autoria de Bartolomeu João, filho de Jerónimo Jorge (falecido em 9 de Dezembro de 1617), que a representa de pequenas dimensões, já com três ordens de baterias artilhadas com quinze peças, fechando pelo lado Leste as muralhas da cidade. As esplanadas médias eram gémeas, comunicando com a esplanada baixa por duas escadarias. À época, existia uma porta que acedia uma escada para o mar. Acerca deste período, o "Elucidário" complementa:
"Aumentada depois da Restauração, teve uma nova muralha e portão exterior, sendo o remate dos muros da cidade. Em 1697 foi capitão 'ad honorem' desta fortaleza Manuel Telo Catanho de Meneses com a obrigação de a ter limpa e provida de vigias."
No século XVIII foi reedificada e ampliada por determinação do governador e capitão-general da Madeira José Correia de Sá, com projeto atribuído ao engenheiro Francesco Tosi Colombina ou ao seu sucessor, Francisco de Alincourt, estando indicada a data de 1767 em uma inscrição epigráfica sobre uma das portas. Essas obras conferiram à fortaleza o seu atual aspecto, restando da primitiva construção apenas uma das escadarias que estabelecia comunicação entre a esplanada média e a baixa, onde se encontra a cisterna. Estava guarnecida, em meados do século, por 20 homens.
À época da Guerra Peninsular, por volta de 1801, uma esquadra composta pelos HMS Agro, a fragata HMS Carrysfort, e o bergantim HMS Falcon, desembarcou na Madeira um efetivo de 3500 soldados britânicos, sob o comando do coronel Henry Clinton, ficando aquarteladas nas semi-abandonadas fortificações, entre as quais esta fortaleza, então sob o comando de João Manuel de Atouguia e Vasconcelos.
Quando do grande aluvião de 1803, o seu comandante recebeu ordens para alojar nas dependências da fortaleza as vítimas que tinham ficado sem habitação. Nesse mesmo ano, esteve detido nas dependências da fortaleza o morgado João de Freitas da Silva, evadido do Convento de São Bernardino, "(...) para onde tinha sido mandado até se instruir nos rudimentos da doutrina cristã". No mesmo período, por volta de 1806 o destacamento britânico abandonou a ilha.
Ainda durante o século XIX foram iniciadas as obras de construção da Casa do Governador da fortaleza, que alteraram parcialmente o volume estrutural da mesma, aproximando-o da atual feição.
No alvorecer do século XX, quando da visita de Carlos I de Portugal e sua esposa à ilha (1901), a fortaleza sofreu alguns melhoramentos. Depois de assistir a uma missa campal no campo D. Carlos (após a Implantação da República Portuguesa renomeado como campo do Almirante Reis), o soberano almoçou na fortaleza. Para o efeito foi montada uma grande tenda redonda, na parada média, onde ainda hoje, no chão, se podem observar as argolas de ferro que lhe serviram de sustentação. À época, a fortaleza servia como quartel à Bateria de Artilharia Móvel, que tinha uma secção destacada no Forte do Ilhéu, que então salvava as embarcações que entravam no porto do Funchal. Em 1921, de acordo com o "Elucidário", servia de quartel à Bateria n° 3 de Artilharia de Montanha.
Em meados do século XX, então desocupada, passou a ser ocupada pela Liga dos Combatentes.
Sofreu remodelações por volta de 1974, quando foi ocupada pela Polícia do Exército que ali instalou o Esquadrão de Lanceiros do Funchal. Esta unidade permaneceu aquartelada na fortificação até à cedência do imóvel ao Governo Regional da Madeira (18 de julho de 1992). 
Atualmente encontra-se inserida nos limites classificados da "Zona Velha do Funchal", por sua vez classificada como "Monumento de Interesse Regional". Após passar por uma intervenção de restauração, foi requalificada como espaço museológico e aberta ao público em 17 de Julho de 1992 sediando o Museu de Arte Contemporânea do Funchal.